# Tokay
Tokay, Tokaji (en hongarès Tokaj) és el nom dels vins de la regió Tokaj-Hegyalja d'Hongria. El nom Tokaji (que està protegit per una Denominació d'Origen) es fa servir per etiquetar el vi d'aquest districte. Són vins de postres fets de raïm afectat per la podridura noble, aquest vi es menciona en l'himne nacional d'Hongria.
La regió vinícola d'Eslovàquia de Tokaj pot fer servir l'etiqueta Tokajský/-á/-é si apliquen la regulació hongaresa de la qualitat

## Cultiu

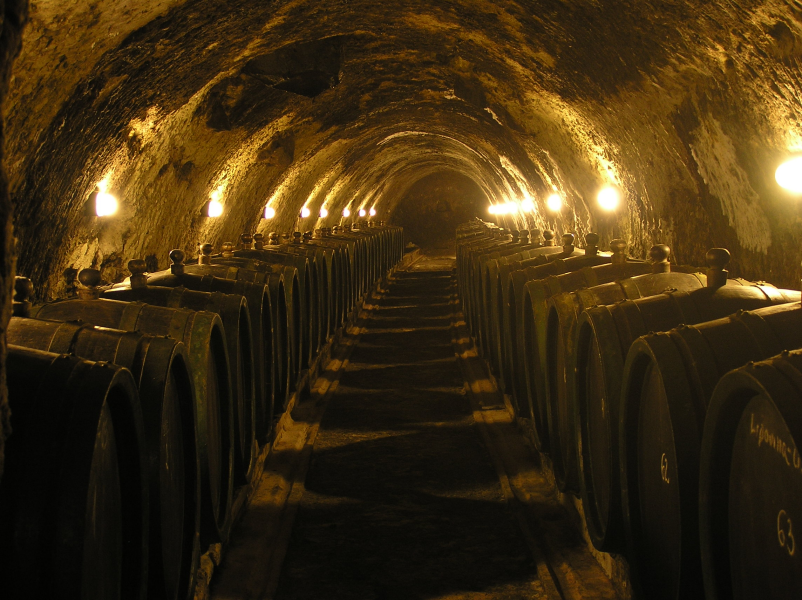
Celler de Tokaji

Només es permeten 6 varietats de raïm:
- Furmint
- Hárslevelű
- Mucat groc (en hongarès: Sárgamuskotály)
- Zéta (abans dit Oremus)
- Kövérszőlő
- Kabar

La zona on es conrea el vi de Tokaji és un petit altiplà a 457 m d'altitud prop dels Carpats. El sòl és d'origen volcànic amb molt de ferro i calç. Les muntanyes la protegeixen climàticament. Els hiverns són molt freds i ventosos, la primavera és freda i seca i els estius força calents. La tardor porta pluges ràpid i després segueix un període calent i llarg que facilita la maduració del raïm i, per tant, la concentració de sucres. El raïm és afectat pel fong de la podridura noble (Botrytis cinerea). El raïm es cull tard, de desembre a gener.
La producció és petita, uns 10.028.000 litres.

## Tipus de vins de Tokaji
- Vins secs: que reben el nom de les varietats de raïm: Tokaji Furmint, Tokaji Hárslevelű, Tokaji Sárgamuskotály i Tokaji Kövérszőlő.
- Szamorodni: amb alta proporció de raïm amb podridura noble (Botrytis cinerea) amb14%.d'alcohol

- Aszú: Significa “assecat” i és el vi més famós conegut sovint simplement com Tokay.[4]
- Eszencia: com que té tant de sucre el seu grau alcohòlic no passa de 5-6%.
- Fordítás: prové de l'aszú.
- Máslás:.
- Altres vins dolços: